# Outagamie megye
Outagamie megye az Amerikai Egyesült Államokban, azon belül Wisconsin államban található. Megyeszékhelye és legnagyobb városa Appleton. Lakosainak száma 190 705 fő (2020. április 1.). Outagamie megye Shawano, Brown, Calumet, Winnebago és Waupaca megyékkel határos.

## Népesség
A megye népességének változása:
| Lakosok száma | 176 821 | 177 750 | 178 973 | 180 345 | 183 245 | 190 705 |
|               | 2010    | 2011    | 2012    | 2013    | 2015    | 2020    |